# Angelo Ruffini
Angelo Ruffini (Pretare, 17 luglio 1864 – Baragazza, 7 settembre 1929) è stato un biologo e medico italiano.

## Biografia
Nato in una frazione di Arquata del Tronto, compie gli studi liceali ad Ascoli Piceno.
Si trasferisce a Bologna per frequentarvi la facoltà di Medicina dell'Università. Conseguita la laurea, viene segnalato dal celebre Augusto Murri e, nel 1890, approda al laboratorio di Istologia Normale dello stesso Ateneo. Quattro anni più tardi diventa docente di Istologia Normale.
A causa di difficoltà economiche si trasferisce a Lucignano, in provincia di Arezzo dove dirige l'ospedale cittadino; è all'interno dello stesso che Ruffini allestisce un laboratorio dove, nelle poche ore di tempo libero, prosegue le sue ricerche. Nel 1901 approda all'Istituto Anatomico di Siena e diviene professore di Embriologia.  L'undici novembre 1908 è iniziato in Massoneria nella Loggia Venti settembre di Roma,  e il 29 aprile 1912 diviene Maestro massone. Nel 1910 la Regia Accademia Dei Lincei (di cui in seguito diventerà socio) gli conferisce due premi e la medaglia d'oro (detta dei Quaranta). Nel 1912 approda alla cattedra di Istologia e Fisiologia Generale della Regia Università di Bologna, dove viene nominato Benedettino della Accademia Delle Scienze dello studio bolognese e si aggiudica il premio Sacchetti, conferitogli dal Comune di Bologna.
Molto amato dai propri studenti per l'autentica passione che trasmetteva nell'insegnamento, in campo scientifico è ricordato per gli studi sul sistema nervoso periferico e la scoperta di nuove espansioni; tra queste i corpuscoli di Ruffini, che da lui prendono il nome.
Nel 1925 raccoglie tutte le sue ricerche (notevoli quelle riguardanti l'embriogenesi) in un trattato di embriologia generale, dal titolo Fisiogenia.

## Opere
- Fisiogenia. La biodinamica dello sviluppo ed i fondamentali problemi morfologici dell'embriologia generale, Vallardi, Milano, 1925
- Processi di tecnica embriologica ed istologica, Bologna, Cappelli, 1927